# Буковске-Врхи
Буковске-Врхи или Буковские горы(словац. Bukovské vrchy, пол. Bukowskie Wierchy), часть словацких Полонин, расположенная на северо-востоке Земплина. С польской и украинской стороны массив называется Бещады — Восточные Бескиды. Наивысшая точка — гора Кременец, 1221 метр, на границе с Польшей и Украиной. Буковске-Врхи относятся к бассейну Ужа. Буковске-Врхи в основном (на 80 %) покрыты буковыми или буково-пихтовыми лесами, встречаются здесь и многочисленные горные луга-полонины. Буковске-Врхи являются частью заповедника «Полонины», где концентрация девственных лесов является наивысшей в Словакии. В Буковске-Врхах расположен самый восточный населённый пункт Словакии — Нова Седлица, плотность населения — одна из наименьших в Словакии.

## Вершины выше 1000 метров
- Кременец, 1221 м. Для восхождения — тропинка из Новой Седлицы. Вершина — государственная граница трёх государств — Словакии, Польши и Украины.
- Каменна-Лука, 1201 м.
- Дюрковец, 1181 м. Для восхождения — тропинка из Рунины или Руски-Потока.
- Рабья Скала, 1167 м.
- Пляша, 1163 м.
- Кругльяк, 1105 м.
- Чьертяж, 1071 м.
- Вельки-Буковец, 1012 м. Для восхождения — тропинка из Руски-Потока
- Строп, 1011 м.
- Рипы, 1003 м.

По хребту ведёт популярная туристическая тропинка: Строп — Рипы — Русское седло — Кругльяк — Пляша — Дюрковец — Рабья скала — Борсук — Чьертяж — Каменна-Лука — Кременец.

## Достопримечательности
- Деревянные православные и грекокатолические русинские церкви в Тополе, Уличском Кривом, Руском Потоке, Калной Розтоке и Яловой. Интересная деталь — большинство из них посвящены св. Михаилу Архангелу

## Население
В VII—IX веках на территорию Буковске-Врхов начало проникать славянское население. Территория была под влиянием как Великой Моравии, так и Киевской Руси, но до XIII века территория была почти не заселена. Первая волна миграции пришлась на время после монголо-татарского нашествия, когда сюда пришли многочисленные переселенцы из Галиции и Волыни. В XIV веке проходила так называемая «валашская колонизация», балканскими пастухами, главным образом из Румынии. В XV—XVII веках сюда пришла третья волна иммиграции галицких русинов. На территории Руской, Ублянской, Уличской и Подгородской долин живут главным образом бойки («пуйдяки»), на остальной территории лемки («пийдяки») и сотаки — переходная группа между русинами и словаками.
Этнографические фестивали в Буковске-Врхах:
- Русинский фольклорный фестиваль в Пчолином, июль
- Фестиваль Духновича в Тополе, июль
- Полонинска Ватра в Рунине, август
- Славности русинов-украинцев в Пихне, август

## Фотогалерея

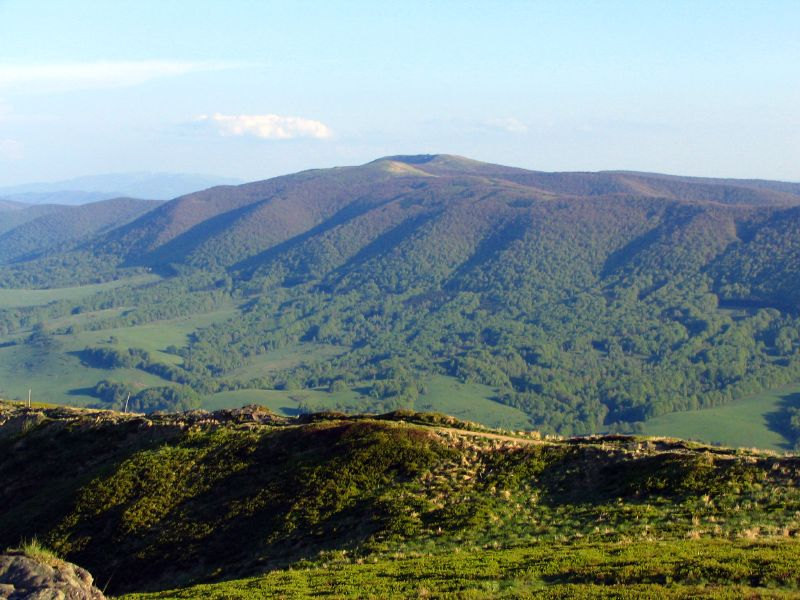
Бещады — Буковске-Врхи
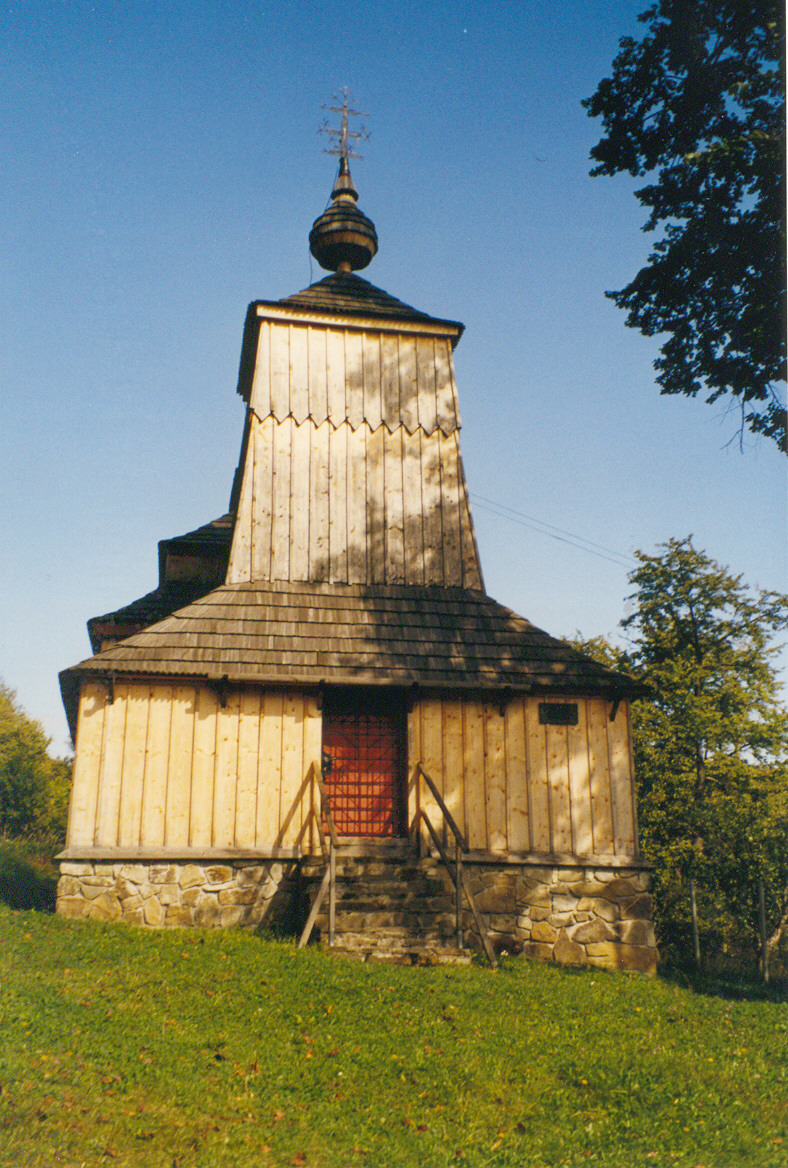
Церковь в деревне Прикра
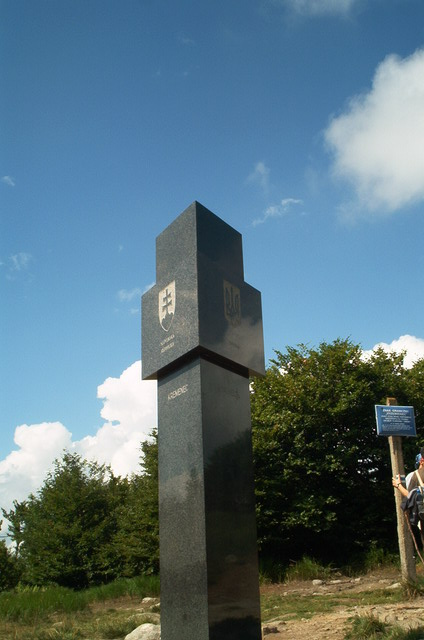
Вершина Кременца — граница трёх государств